# Walter Frederick Gale
Walter Frederick Gale (ur. 27 listopada 1865 w Paddington (Sydney), zm. 1 czerwca 1945) – australijski bankier i astronom.

## Życiorys
Pracował jako bankier, amatorsko zajmując się astronomią. Odkrył wiele gwiazd podwójnych i 7 komet. W roku 1892 opisał oazy i kanały marsjańskie, obserwował też Jowisza i Saturna. W 1893 został członkiem Królewskiego Towarzystwa Astronomicznego. Był założycielem i sekretarzem oddziału Brytyjskiego Stowarzyszenia Astronomicznego w Nowej Południowej Walii, później przez 20 lat był prezydentem tego oddziału.
W 1935 roku otrzymał Medal Jackson-Gwilt. Jego imieniem nazwano krater Gale na Marsie, w którym w sierpniu 2012 roku wylądował łazik Curiosity.